# Pauillac (AOC)
Pour l’article homonyme, voir Pauillac.
Le pauillac (prononcé [po.jak]) est un vin rouge français d'appellation d'origine contrôlée produit autour de la ville de Pauillac dans le Médoc, une des subdivisions du vignoble de Bordeaux.
C'est une des appellations communales du vignoble du Médoc, entre le saint-estèphe au nord et le saint-julien au sud. En 2000-2010, le vignoble couvrait 1 215 ha pour une production moyenne de 53 215 hl, soit un rendement moyen de 44 hl/ha.

## Historique
Appartenant au vignoble du Médoc, l'appellation partage son histoire avec ses voisines. Le défrichement et la mise en valeur du Médoc ne datent que des XVIe et XVIIe siècles. Les vins de cette région se font progressivement connaitre et leur renommée franchit les frontières.
Le vin a obtenu une AOC lors de la publication du décret du 14 novembre 1936. Le cahier des charges a été ensuite modifié plusieurs fois, notamment en mars 1998, en septembre 2009, en décembre 2011, en novembre 2012, en novembre 2017 et en mai 2019.

## Situation

Carte des vignobles du Médoc (au nord) et des Graves (au sud) de part et d'autre de l'agglomération bordelaise, montrant les différentes aires d'appellation. Celle du pauillac est en magenta.

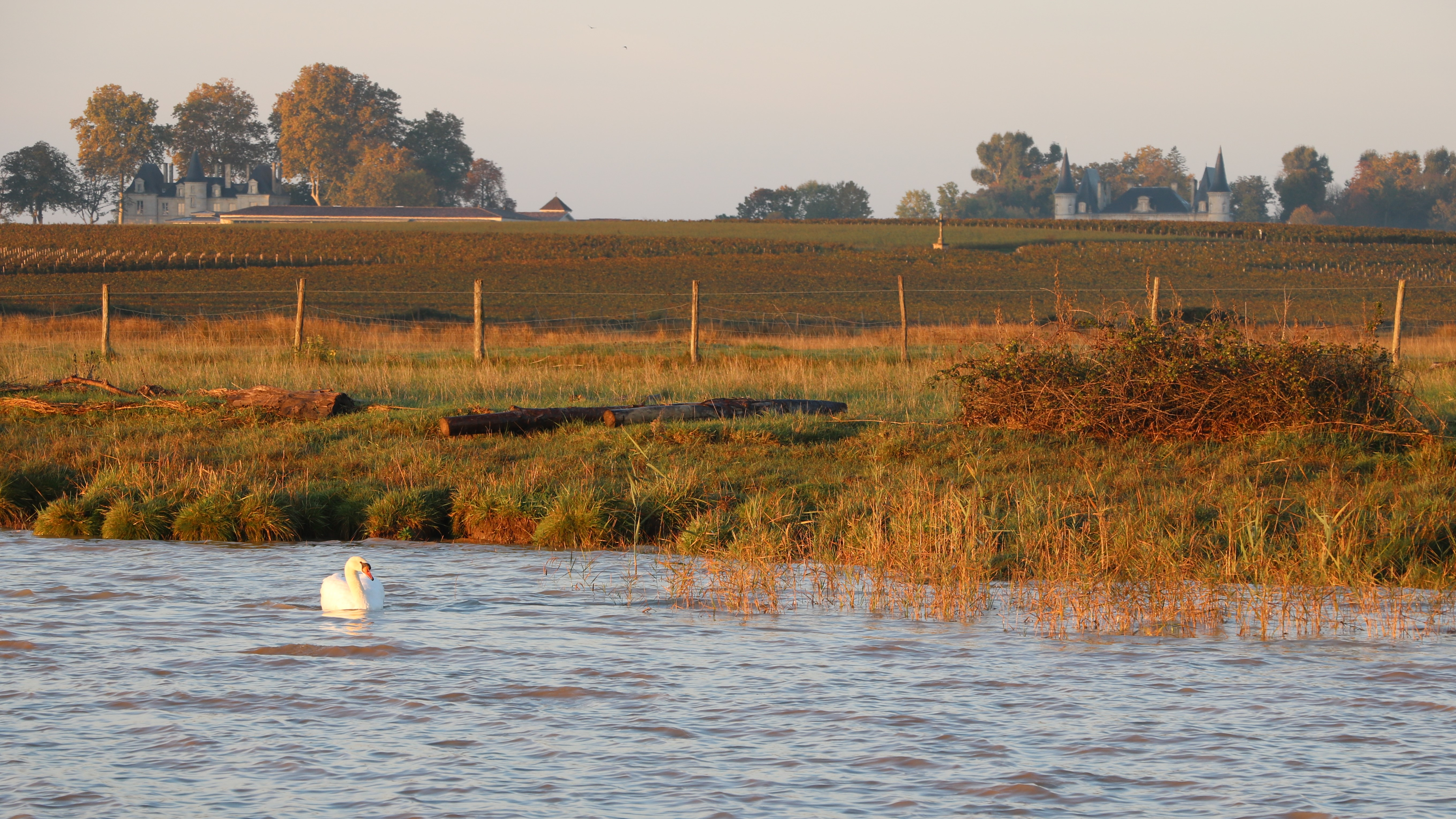
Vignoble sur les bords de Gironde.

### Aire géographique
Il se situe plus précisément à une quarantaine de kilomètres au nord de Bordeaux sur la rive gauche de la Gironde. Il s'étend sur la commune de Pauillac et empiète de quelques parcelles sur celles de Cissac-Médoc, Saint-Estèphe, Saint-Julien-Beychevelle et Saint-Sauveur.

### Orographie et géologie
Le terrain est constitué de croupes de graves, vastes collines aux sommets arrondis, séparées par de petits ruisseaux ou « jalles ».
L'appellation pauillac est séparée en deux plateaux par le ruisseau du Gahet. Le plateau du Pouyalet au nord, culmine à trente mètres d'altitude et présente des petites pentes. Le plateau de Saint-Lambert au sud, est plus plat. Sa situation entre le Gahet et le vallon du Juillac qui sépare les AOC pauillac et saint-julien, draine remarquablement bien ce secteur. Ses gros galets sont typiques au château Latour,,.

### Climatologie
L'appellation bénéficie du même climat que tout le vignoble du Médoc de type océanique tempéré. La pluviométrie est répartie de manière assez homogène tout au long de l'année avec des automnes plutôt pluvieux. Les températures sont modérées par la proximité de deux masses d'eau : la Gironde et l'Atlantique, assurant généralement des hivers doux et des étés chauds sans sècheresse. L'ensoleillement varie de 2000 à 2200 heures par an.

## Vignoble

### Encépagement

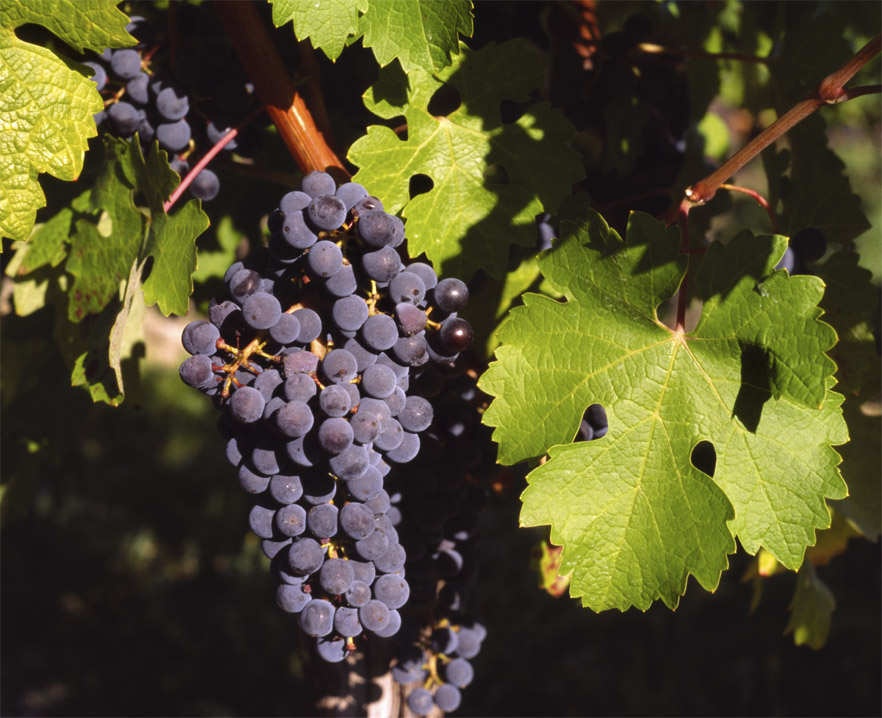
Grappes mûres de cabernet sauvignon N.

Les cépages autorisés pour l'appellation sont le cabernet franc N, cabernet sauvignon N, le merlot N, la carménère et le petit verdot N.
Dans les faits, l'assemblage est très souvent dominé par le cabernet sauvignon. La proportion des six cépages donne à chaque château ou domaine une personnalité qui lui est propre. Si certains châteaux ont augmenté la proportion de merlot pour rendre leur vin plus facile à boire jeune, d'autres continuent à cultiver essentiellement du cabernet sauvignon comme le château Lafite Rothschild (70 %), le château Mouton Rothschild (77 %) ou le château Latour (80 %).

### Pratiques culturales

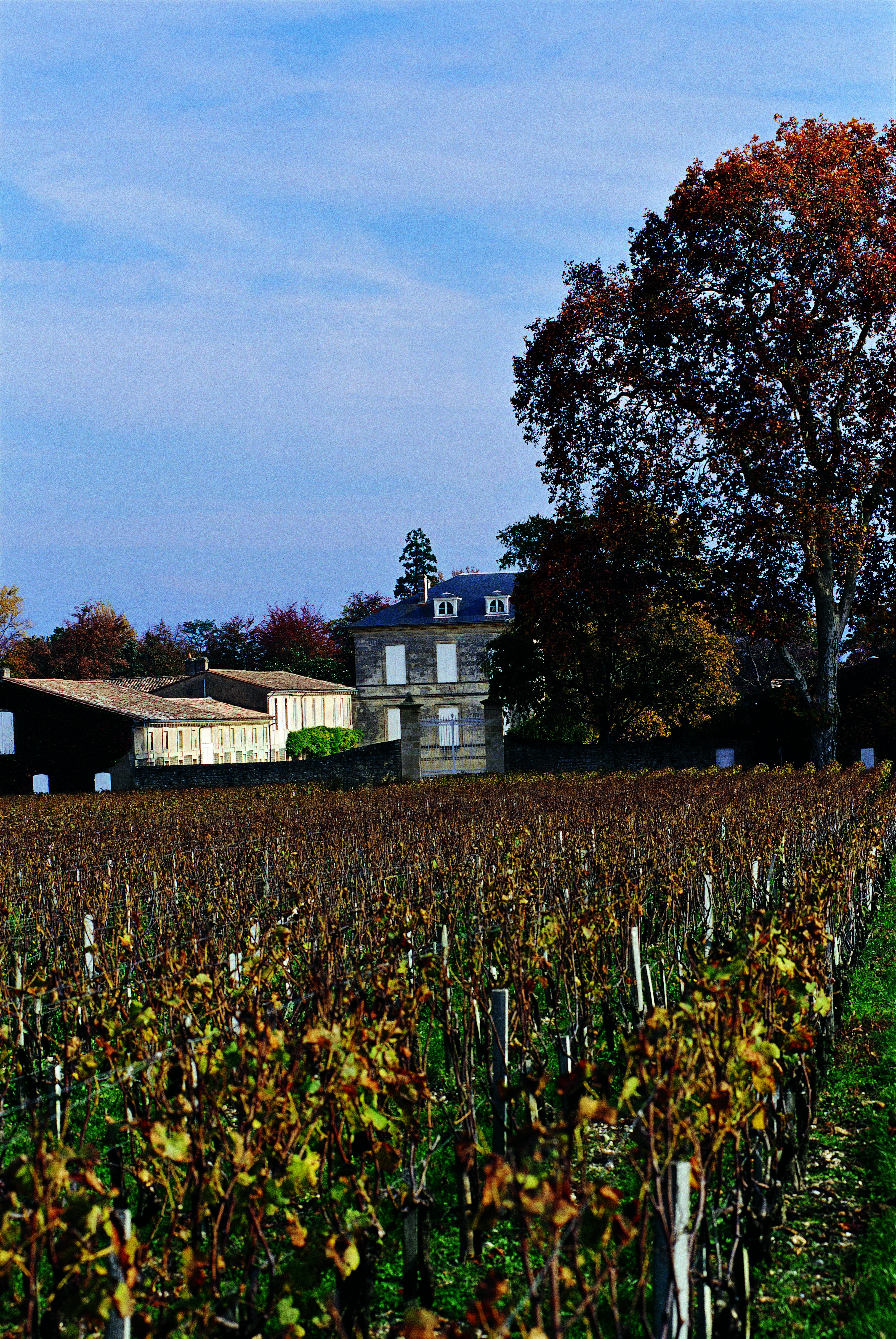
Vignoble en automne au château d'Armailhac.

La densité de plantation doit être d'au moins 7 000 pieds par hectare. L'écartement entre rangs ne peut être supérieur à 1,5 m et l'écartement entre ceps dans le rang ne peut être inférieur à 0,8 mètre. 
La taille de la vigne est effectuée tous les ans avant le stade des premières feuilles étalées. Elle vise à maintenir au maximum 12 yeux francs par cep (un œil est un bourgeon qui donnera un rameau porteur de grappe). Les modes de taille autorisés sont la taille dite « médocaine » (nom local de la taille Guyot) à astes (baguette) ou à astes et à cots (courson) et la taille dite « à cots », reprenant les tailles traditionnellement appelées en cordon de Royat ou en éventail.
La hauteur du feuillage doit être d'au moins 0,6 fois l'écartement entre rangs pour les vignes plantées avec un écartement en dessous de 1,4 mètre, et cette hauteur est amenée à 0,7 fois l'écartement entre rangs pour les vignes dont l'écartement est compris entre 1,4 et 1,5 mètre. Cette règle vise à obtenir un feuillage suffisant pour assurer une bonne maturité du raisin.

### Récolte
Le mode de récolte n'est pas imposé par le cahier des charges de l'appellation. Dans les faits, de nombreux domaines utilisent la machine à vendanger alors que certains grands crus classés vendangent manuellement (comme au château Mouton Rothschild ou au château Pichon-Longueville-Comtesse de Lalande). Cet usage est justifié par le fait de pouvoir y adjoindre un tri à la récolte, voire un second à l'arrivée au chai sur une table de tri.
Par décret, la charge maximale à la parcelle est limité à 9 500 kg/ha, ce qui correspond à 14 grappes par cep pour le cépage petit verdot et 12 grappes par ceps pour les autres cépages. Le rendement est limité par le cahier des charges à un maximum de 57 hectolitres par hectare, avec la possibilité de monter jusqu'au rendement butoir de 63 hl/ha (soit les mêmes limites que pour produire le listrac-médoc, le moulis, le saint-estèphe, le margaux et le saint-julien).
Les rendements moyens déclarés ont été, pour l'ensemble de l'appellation :
| Année | Superficie (ha) | Production (hl) | Rendement (hl/ha) |
| ----- | --------------- | --------------- | ----------------- |
| 2017  | 1 215           | 56 573          | 46                |
| 2018  | 1 223           | 47 121          | 38                |
| 2019  | 1 212           | 57 658          | 47                |
| 2020  | 1 216           | 45 371          | 37                |
| 2021  | 1 220           | 43 212          | 35                |
| 2022  | 1 220           | 42 545          | 35                |
| 2023  | 1 222           | 59 055          | 48                |
| 2024  | 1 230           | 37 146          | 30                |

## Vins

### Vinification

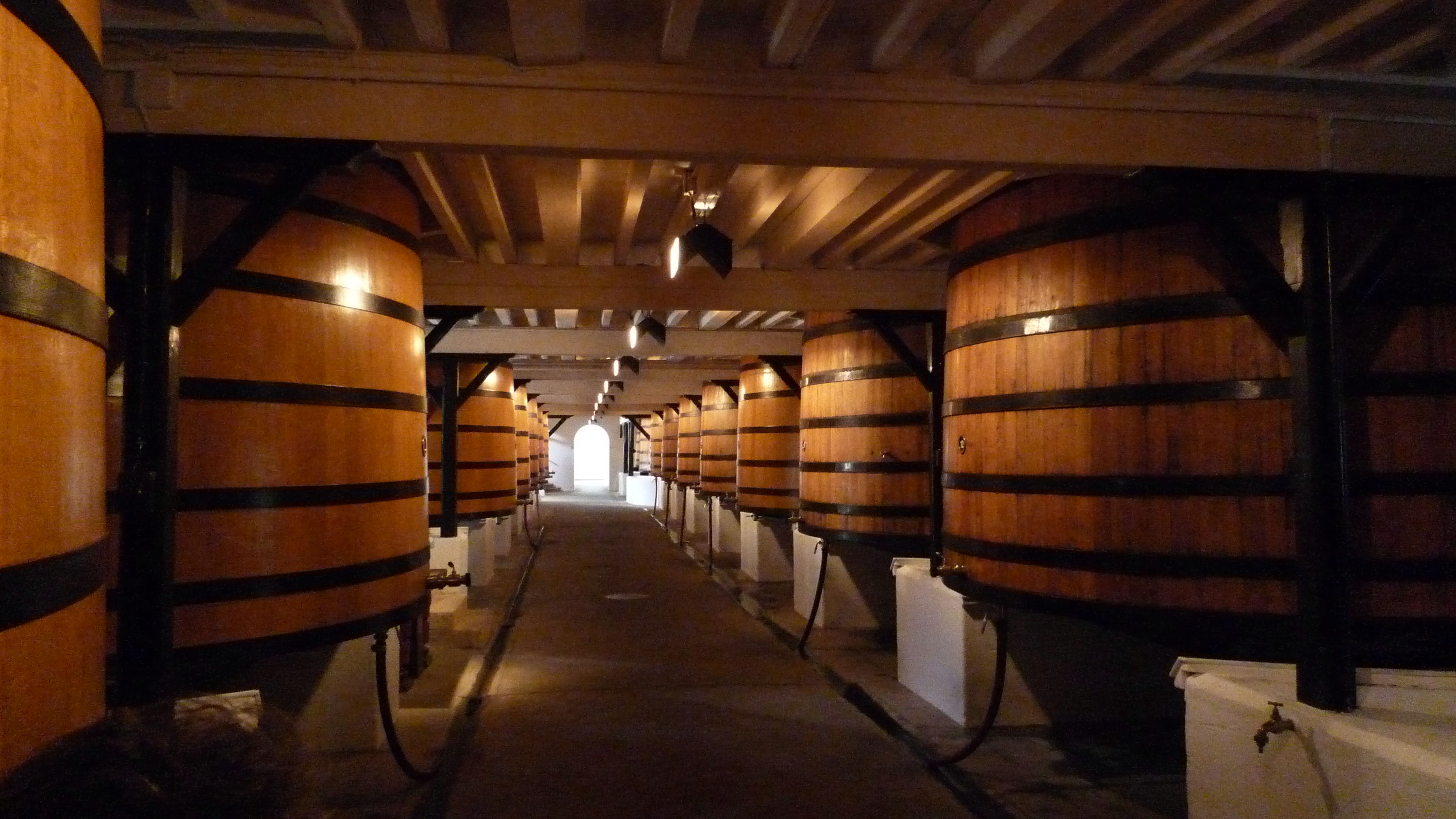
Chai de vinification au château Mouton Rothschild.

À son arrivée au chai, le raisin peut subir un éraflage et un foulage avant d'être mis en cuve inoxydable ou en bois, comme au château Latour. La macération entre pellicule et moût de raisin commence. La fermentation alcoolique s'effectue avec des levures du commerce sélectionnées ou avec celles naturellement présentes dans la pruine du raisin. Au cours de la fermentation, les chais équipés de la thermorégulation des cuves pilotent la fermentation en empêchant la température de s'élever, puis en réchauffant la vendange en toute fin de fermentation. Cette opération vise à maintenir un milieu favorable aux levures pour qu'elles transforment bien le sucre en alcool, mais aussi pour favoriser une bonne extraction de la couleur (anthocyanes) et des tanins. La macération est longue, entre deux et quatre semaines selon les domaines et l'année. 
Après écoulage du vin, le marc de raisin est pressé. Le vin de presse est dégusté. Cette analyse sensorielle détermine en fonction du cépage et du millésime, si sa qualité lui permet ou non d'être incorporé dans le vin final. Le vin est ensuite conservé en cuve à une température comprise entre 20 et 25 °C pour effectuer la fermentation malolactique. 
À ce stade, la qualité de toutes les cuves est appréciée individuellement, avant d'être assemblées à l'éprouvette en petit volume pour tester les assemblages futurs qui détermineront le caractère des vins produits par chaque domaine en fonction du style du millésime. Cette opération menée par le vinificateur et un œnologue est déterminante.
Les lots assemblés sont ensuite élevés en cuve pour les cuvées les plus souples ou en barriques pour les plus structurées. L'élevage consiste en un stockage prolongé en cave à température maîtrisée, au calme, juste troublé par un soutirage tous les trois mois,. L'élevage en barrique peut durer de six à dix-huit mois, voire vingt-deux mois chez Mouton Rothschild.

### Normes analytiques
Les vins prêts à la consommation doivent comporter moins de 0,30 gramme d'acide malique, taux assurant une fermentation malolactique totalement effectuée. Le taux de sucres fermentescibles (glucose et fructose) doit être inférieur à 2 grammes par litre. L'acidité volatile du vin doit être au maximum de 13,26 milliéquivalents (soit 0,79 gramme par litre exprimé en sulfate H2SO4).
Les vins présentent un titre alcoométrique naturel minimum de 11 % vol. et si le vin est enrichi, ce titre alcoométrique ne peut dépasser 13,5 % vol. Pour les années exceptionnelles en ensoleillement, il n'y a pas de limites définies en degré naturel.

### Dégustation

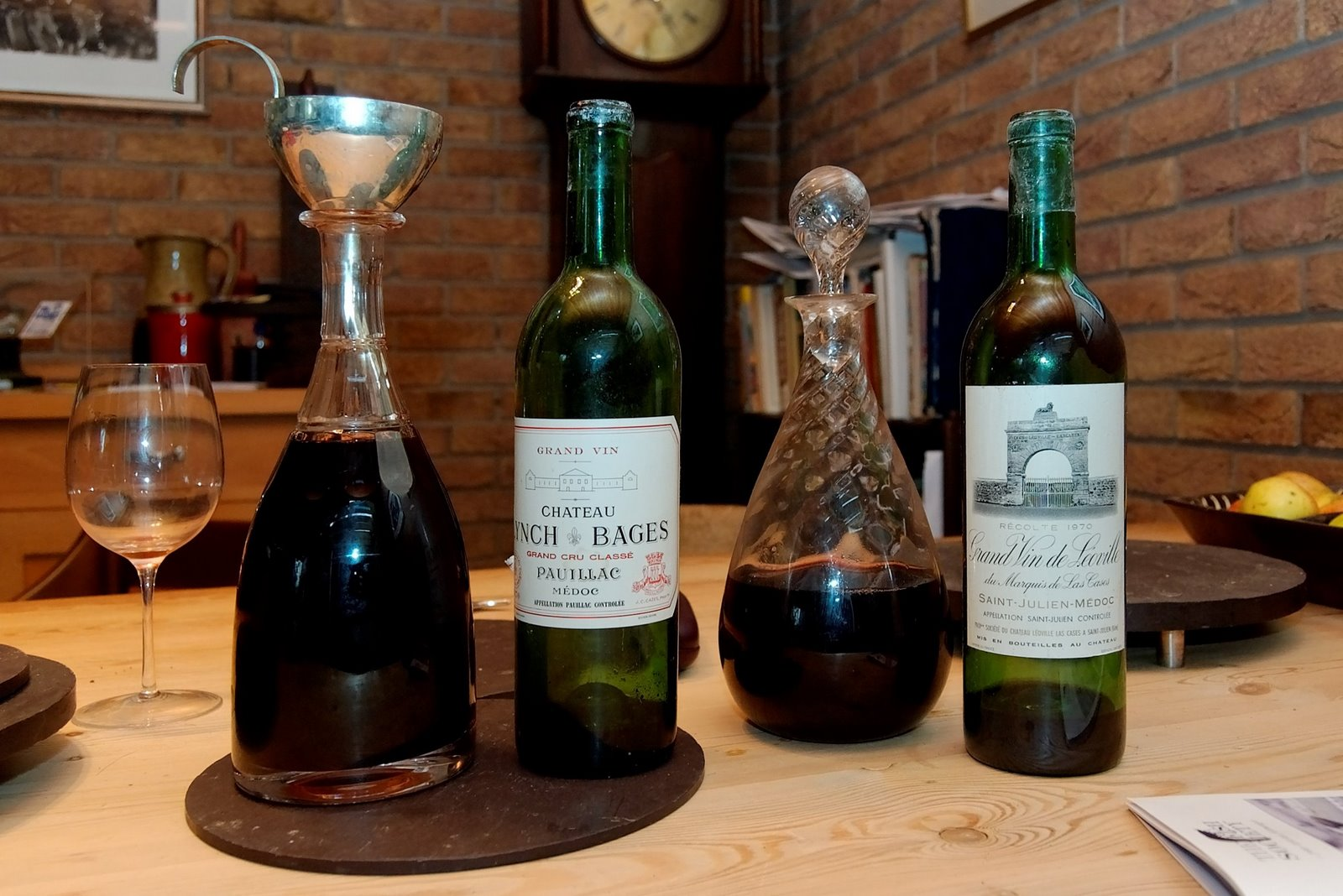
Deux médocs mis en carafe : Château Lynch-Bages (pauillac) à gauche et Château Léoville Las Cases (saint-julien) à droite.

Le pauillac est un vin rouge de garde.
Il présente une robe (couleur) pourpre sombre, presque noire aux nuances violacées quand il est jeune. Après quelques années, voire décennies pour les meilleurs, leur teinte s'adoucit vers le rubis aux nuances ambrées.
À l'olfaction, le pauillac est un vin très concentré et complexe. Des senteurs de fruits rouges, (cassis, mûre, prune...) épicées (vanille, poivre, menthol, réglisse) et de boisé (cèdre, grillé, toasté...) dominent. 
À la mise en bouche, le vin s'avère très charpenté. L'omniprésence des tanins nécessite une parfaite maturité. Si ça n'était pas le cas, la bouche serait asséchée et l'amertume couvrirait les arômes. Avec l'âge, les tanins s'adoucissent tout en soutenant la puissance aromatique du vin pendant longtemps. Le vin est équilibré : puissant et charpenté, il est aussi fin et délicat au niveau aromatique.
C'est un vin qui se marie très bien avec les viandes rouges. Dans son livre L'École des alliances, les mets et les vins, Pierre Casamayor recommande particulièrement le pauillac avec une entrecôte à la bordelaise, un carré d'agneau (agneau de Pauillac si possible) des rognons de veau ou du gibier tels que la palombe rôtie ou le lièvre en saupiquet. Selon lui, « les viandes rouges ont une qualité essentielle, leurs protéines amabilisent les tanins les plus virils ».

### Hiérarchie des prix
Le prix de vente des vignes ayant droit à l'appellation pauillac est officiellement en 2023 de 3 millions d'euros l'hectare en moyenne (variant de 2,2 jusqu'à 4,2 millions d'€), des prix qu'on ne retrouve que pour du pomerol ou quelques grands crus bourguignons). Pour les appellations communales voisines, les prix sont moindres : 500 000 € pour du saint-estèphe (variant entre 300 000 et 1 200 000 €), 1,5 million pour du margaux (de 1 à 2,5) et 1,8 million pour du saint-julien (de 1,2 à 2) : on est loin du prix pour un hectare de l'appellation régionale haut-médoc qui est à 50 000 €/ha (de 30 000 à 140 000 €) ou pour l'appellation générique bordeaux rouge à 9 000 €/ha (de 4 000 à 17 000).
Pour une comparaison entre les appellations, on peut aussi prendre les prix pratiqués en vrac (en € pour une tonneau de 900 litres) officiellement pour le calcul des fermages en 2023, qui fournissent une hiérarchie :
- 833,5 € (92,5 €/hl) pour du bordeaux rouge ;
- 1 329,5 € (147.5 €/hl) pour du médoc ;
- 1 588,5 € (176.5 €/hl) pour du haut-médoc ;
- 1 812,5 € (201.5 €/hl) pour du listrac ou du moulis ;
- 5 278,5 € (586.5 €/hl) pour du saint-estèphe ;
- 8 933 € (992.5 €/hl) pour du margaux ;
- 7 648 € (850 €/hl) pour du saint-julien ;
- 9 304 € (1 034 €/hl) pour du pauillac.

Les prix dans le commerce sont évidemment bien plus élevés, variant considérablement en fonction du nom du producteur.

### Classement

#### Grands crus

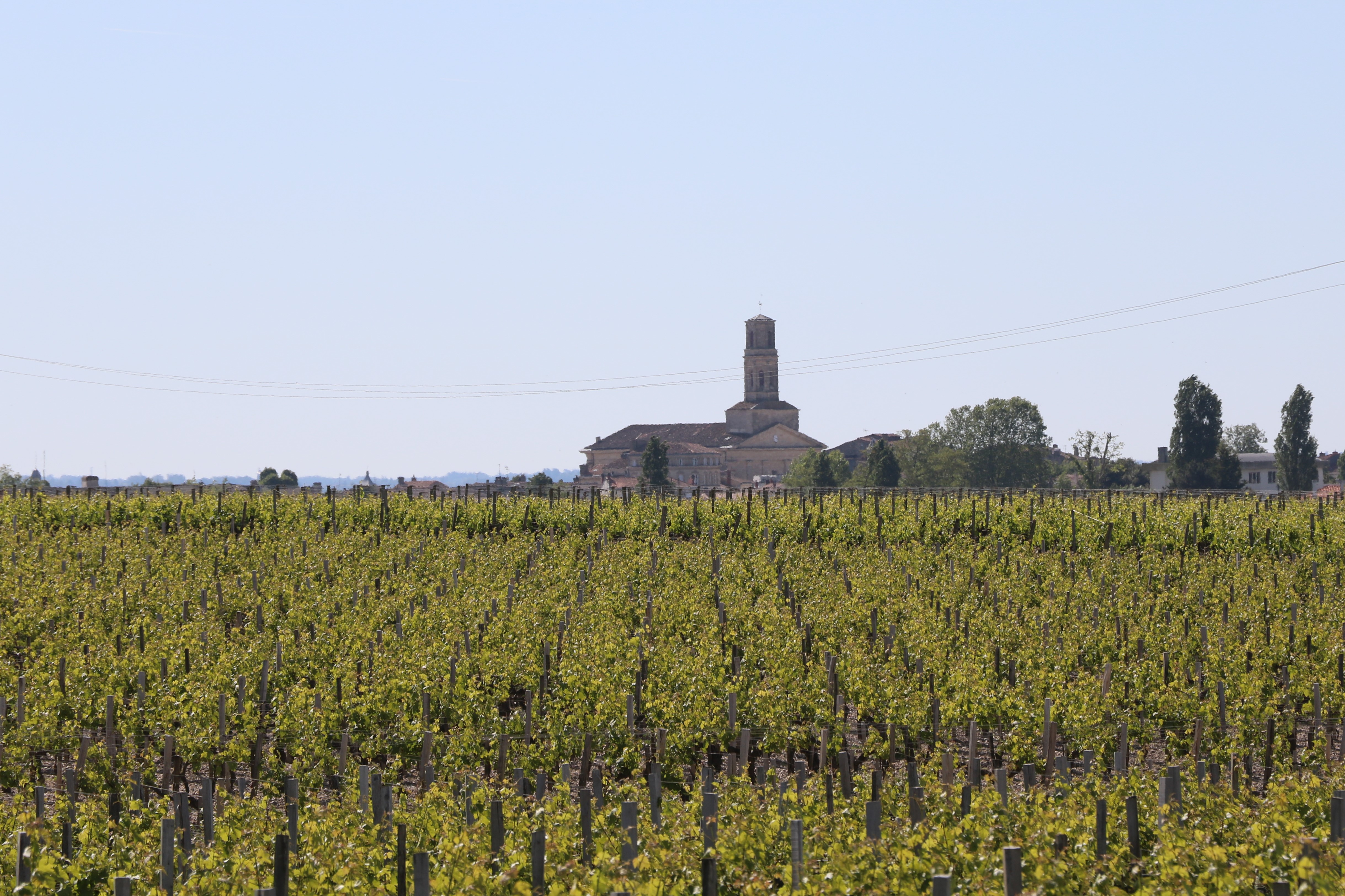
Vignoble de Pauillac.

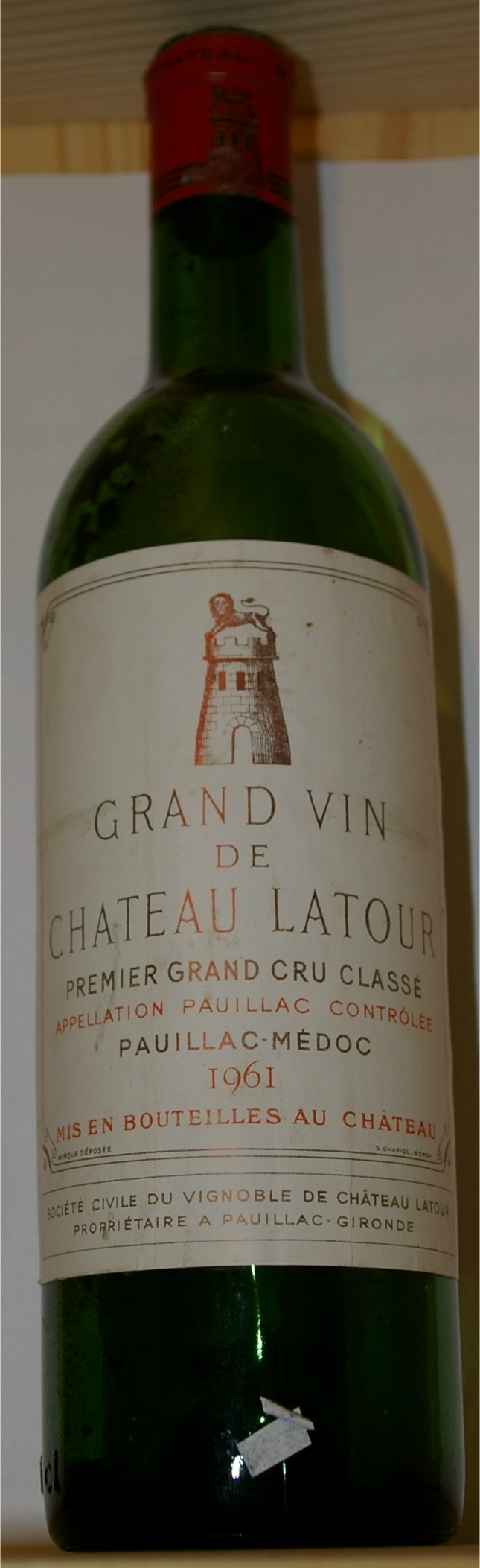
Bouteille de pauillac, château Latour 1961.

L'appellation pauillac rassemble 18 crus sur les 60 crus du Médoc selon la classification officielle des vins de Bordeaux de 1855 :

premiers crus :
- Château Lafite Rothschild ;
- Château Latour ;
- Château Mouton Rothschild (depuis 1973) ;

seconds crus :
- Château Pichon-Longueville ;
- Château Pichon Longueville Comtesse de Lalande ;

quatrièmes crus :
- Château Duhart-Milon ;

cinquièmes crus :
- Château d'Armailhac ;
- Château Batailley ;
- Château Clerc Milon ;
- Château Croizet-Bages ;
- Château Grand-Puy Ducasse ;
- Château Grand-Puy-Lacoste ;
- Château Haut-Bages Libéral ;
- Château Haut-Batailley ;
- Château Lynch-Bages ;
- Château Lynch-Moussas ;
- Château Pédesclaux ;
- Château Pontet-Canet.

#### Cru bourgeois
L'appellation n'a qu'un seul producteur parmi le classement de 2025 des crus bourgeois du Médoc (et aucun parmi les crus artisans) :
- Château Plantey.